# Mistrzostwa Polski w Curlingu 2019
Mistrzostwa Polski w Curlingu 2019 rozegrane zostały w dniach 11-14 kwietnia 2019 roku w Łodzi. Turnieje kwalifikacyjne kobiet i mężczyzn odbyły się również w Łodzi w dniach 4-7 kwietnia. W rywalizacji łącznie uczestniczyły 33 drużyny (9 kobiecych i 24 męskie).
W rywalizacji kobiet złote medale zdobyły zawodniczki AZS Gliwice (skip Marta Pluta), które w finale pokonały obrończynie tytułu POS Łódź (skip Marta Szeliga-Frynia) 4:2. Na najniższym stopniu podium uplasowały się warszawianki z drużyny CCC Team Chmarra (skip Daria Chmarra). Rywalizację mężczyzn wygrali zawodnicy SCC Sopot Curling Team (skip Borys Jasiecki), którzy w finale pokonali 7:2 CCC Stone Mleko (skip Michał Janowski). Brązowe medale przypadły drużynie AZS Gliwice Ogień (skip Tomasz Bosek).
Medalistki i medaliści mistrzostw uzyskali prawo do uczestnictwa w jesiennych turniejach kwalifikacyjnych do Mistrzostw Europy 2019 (grupa B).

## Eliminacje
O sześć wolnych miejsc w turnieju finałowym mężczyzn rywalizowało osiemnaście drużyn, a o trzy wolne miejsca w turnieju finałowym kobiet rywalizowało sześć drużyn. Kwalifikacje mężczyzn rozegrano w trzech grupach po sześć zespołów. Zwycięzcy grup uzyskali bezpośredni awans, a drużyny z drugich i trzecich miejsc spotkały się w barażach, których zwycięzcy uzupełnili stawkę finalistów. Kwalifikacje kobiet rozegrano systemem kołowym, a awans do turnieju finałowego uzyskały trzy najlepsze drużyny.
W rozgrywkach dopuszczono wyniki remisowe, za które drużyny otrzymywały po jednym punkcie. Za zwycięstwo przyznawano dwa punkty, za porażkę nie przydzielano punktów.

### Kobiety

#### Klasyfikacja końcowa
| # | Drużyna          | Mecze | Mecze | Mecze | DSC   |
| # | Drużyna          | W     | R     | P     | DSC   |
| - | ---------------- | ----- | ----- | ----- | ----- |
| 1 | CCC Team Chmarra | 5     | 0     | 0     | 100,2 |
| 2 | MCC Tomczyńska   | 4     | 0     | 1     | 119,0 |
| 3 | KKC First Aid    | 3     | 0     | 2     | 78,4  |
| 4 | KKC BDD          | 1     | 0     | 4     | 90,7  |
| 5 | KSW Limonki      | 1     | 0     | 4     | 125,7 |
| 6 | WKSG Wars K      | 1     | 0     | 4     | 162,8 |

     Awans do turnieju finałowego

### Mężczyźni

#### Faza grupowa

##### Grupa A
| # | Drużyna                | Mecze | Mecze | Mecze | DSC   |
| # | Drużyna                | W     | R     | P     | DSC   |
| - | ---------------------- | ----- | ----- | ----- | ----- |
| 1 | KSW Juniorzy           | 4     | 0     | 1     | 62,2  |
| 2 | KSW Juniorskie Curlusy | 4     | 0     | 1     | 85,9  |
| 3 | GCC Świątkowski        | 3     | 1     | 1     | 99,2  |
| 4 | SCC Sitkiewicz         | 2     | 0     | 3     | 106,6 |
| 5 | POS Łódź 20sth         | 1     | 0     | 4     | 115,9 |
| 6 | BKC Four Fifties       | 0     | 1     | 4     | 150,6 |

##### Grupa B
| # | Drużyna                | Mecze | Mecze | Mecze | DSC   |
| # | Drużyna                | W     | R     | P     | DSC   |
| - | ---------------------- | ----- | ----- | ----- | ----- |
| 1 | TKC Toruń Curling Team | 5     | 0     | 0     | 110,1 |
| 2 | POS Łódź The Gentlemen | 4     | 0     | 1     | 124,9 |
| 3 | MCC Stolarek           | 3     | 0     | 2     | 92,7  |
| 4 | MCC Gęśla              | 2     | 0     | 3     | 99,0  |
| 5 | GCC Chojnowski         | 1     | 0     | 4     | 158,7 |
| 6 | MCC Slippers           | 0     | 0     | 5     | 188,4 |

##### Grupa C
| # | Drużyna                 | Mecze | Mecze | Mecze | DSC   |
| # | Drużyna                 | W     | R     | P     | DSC   |
| - | ----------------------- | ----- | ----- | ----- | ----- |
| 1 | KKC Mistral             | 5     | 0     | 0     | 74,3  |
| 2 | POS Łódź 30sth          | 4     | 0     | 1     | 44,4  |
| 3 | MCC Tarczyński          | 3     | 0     | 2     | 79,6  |
| 4 | AZS Gliwice Ice Rockets | 2     | 0     | 3     | 108,3 |
| 5 | WKSG Wars M             | 1     | 0     | 4     | 133,4 |
| 6 | MCC Hit & Roll          | 0     | 0     | 5     | 105,4 |

     Awans do turnieju finałowego
     Baraże o awans do turnieju finałowego

#### Baraże
7 kwietnia 2019; 20:20
| Tor | Drużyna | Drużyna         | 1 | 2 | 3 | 4 | 5 | 6 | 7 | 8 | Ogółem |
| A   |         | GCC Świątkowski | 0 | 0 | 2 | 0 | 1 | 0 | x | x | 3      |
| A   |         | POS Łódź 30sth  | 3 | 1 | 0 | 3 | 0 | 5 | x | x | 12     |

7 kwietnia 2019; 20:20
| Tor | Drużyna | Drużyna                | 1 | 2 | 3 | 4 | 5 | 6 | 7 | 8 | Ogółem |
| B   |         | KSW Juniorskie Curlusy | 1 | 1 | 0 | 2 | 0 | 0 | 1 | x | 5      |
| B   |         | MCC Stolarek           | 0 | 0 | 1 | 0 | 1 | 1 | 0 | x | 3      |

7 kwietnia 2019; 20:20
| Tor | Drużyna | Drużyna                | 1 | 2 | 3 | 4 | 5 | 6 | 7 | 8 | Ogółem |
| C   |         | MCC Tarczyński         | 2 | 0 | 0 | 0 | 0 | 2 | 1 | x | 5      |
| C   |         | POS Łódź The Gentlemen | 0 | 2 | 0 | 1 | 1 | 0 | 0 | x | 4      |

Do turnieju finałowego awansowały POS Łódź 30sth, KSW Juniorskie Curlusy i MCC Tarczyński.

## Turniej finałowy

### Kobiety

#### Drużyny
| Drużyna                | Czwarta              | Trzecia               | Druga                 | Otwierająca           | Rezerwowa         |
| ---------------------- | -------------------- | --------------------- | --------------------- | --------------------- | ----------------- |
| AZS Gliwice Team Pluta | Marta Pluta          | Ewa Nogły             | Justyna Wojtas        | Marta Świeszek        | Adela Walczak     |
| CCC Team Chmarra       | Aneta Lipińska       | Daria Chmarra         | Karolina Mandes       | Marta Leszczyńska     |                   |
| KKC First Aid          | Karolina Startek     | Aleksandra Bigosińska | Małgorzata Gaczkowska | Agata Jędrzejczyk     | Zuzanna Rybicka   |
| MCC Tomczyńska         | Anna Tomczyńska      | Katarzyna Selwant     | Anna Fijałkowska      | Magdalena Dobiszewska | Aneta Gęśla       |
| POS Łódź Curling Team  | Marta Szeliga-Frynia | Barbara Karwat        | Maria Stefańska       | Julia Dyderska        | Emilia Filutowicz |
| ŚKC Petardy            | Magdalena Dumanowska | Magdalena Kołodziej   | Elżbieta Ran          | Krystyna Beniger      | Monika Pietruszka |

Skip drużyny oznaczona jest pogrubionym fontem.

#### Klasyfikacja końcowa
| # | Drużyna                | Mecze | Mecze | Mecze | DSC z fazy grupowej |
| # | Drużyna                | W     | R     | P     | DSC z fazy grupowej |
| - | ---------------------- | ----- | ----- | ----- | ------------------- |
| 1 | AZS Gliwice Team Pluta | 6     | 0     | 2     | 100,0               |
| 2 | POS Łódź Curling Team  | 5     | 1     | 1     | 89,0                |
| 3 | CCC Team Chmarra       | 5     | 0     | 3     | 70,5                |
| 4 | MCC Tomczyńska         | 2     | 0     | 5     | 69,1                |
| 5 | KKC First Aid          | 1     | 1     | 3     | 71,5                |
| 6 | ŚKC Petardy            | 0     | 0     | 5     | 120,8               |

### Mężczyźni

#### Drużyny
| Drużyna                | Czwarty             | Trzeci             | Drugi             | Otwierający        | Rezerwowy           |
| ---------------------- | ------------------- | ------------------ | ----------------- | ------------------ | ------------------- |
| AZS Gliwice Ogień      | Tomasz Bosek        | Piotr Świeszek     | Paweł Hertman     | Tomasz Pluta       |                     |
| CCC Stone Mleko        | Michał Janowski     | Sławomir Białas    | Filip Twardowski  | Arkadiusz Polak    | Rafał Rek           |
| KKC Mistral            | Michał Chudziński   | Marcin Marek       | Łukasz Pryczkat   | Paweł Świątkowski  |                     |
| KSW Juniorskie Curlusy | Damian Herman       | Marcin Gawlas      | Paweł Kuśka       | Mirosław Cholewa   |                     |
| KSW Juniorzy           | Krzysztof Świątek   | Rafał Krystkiewicz | Łukasz Radajewski | Dominik Szmidt     |                     |
| MCC Tarczyński         | Tomasz Tarczyński   | Grzegorz Sobczak   | Michał Niedziela  | Grzegorz Konieczny | Michał Paszek       |
| POS Łódź 30sth         | Łukasz Janczar      | Michał Zakrzewski  | Grzegorz Łabecki  | Piotr Majecki      | Krzysztof Jodłowski |
| POS Łódź Augustyniak   | Andrzej Augustyniak | Paweł Frynia       | Kasper Knebloch   | Jan Karolewski     | Jakub Hawryszków    |
| POS Łódź Monkey Man    | Aleksander Grzelka  | Paweł Włodarczyk   | Mateusz Jadczyk   | Michael Żółtowski  | Maksym Grzelka      |
| SCC Sopot Curling Team | Borys Jasiecki      | Konrad Stych       | Krzysztof Domin   | Bartosz Łobaza     | Damian Cebula       |
| ŚKC Marlex             | Jeremi Telak        | Jakub Głowania     | Tomasz Zioło      | Michał Kozioł      | Bartosz Dzikowski   |
| TKC Toruń Curling Team | Bartosz Jakubowski  | Paweł Piotrowicz   | Mateusz Kulik     | Sebastian Lichy    | Radosław Kowalski   |

Skip drużyny oznaczony jest pogrubionym fontem.

#### Faza grupowa
| # | Drużyna                | Mecze | Mecze | Mecze | DSC   |
| # | Drużyna                | W     | R     | P     | DSC   |
| - | ---------------------- | ----- | ----- | ----- | ----- |
| 1 | POS Łódź Monkey Man    | 4     | 0     | 1     | 62,2  |
| 2 | AZS Gliwice Ogień      | 3     | 1     | 1     | 46,2  |
| 3 | POS Łódź Augustyniak   | 3     | 1     | 1     | 63,6  |
| 4 | TKC Toruń Curling Team | 2     | 0     | 3     | 72,7  |
| 5 | MCC Tarczyński         | 1     | 0     | 4     | 128,9 |
| 6 | KKC Mistral            | 1     | 0     | 4     | 88,0  |

| # | Drużyna                | Mecze | Mecze | Mecze | DSC   |
| # | Drużyna                | W     | R     | P     | DSC   |
| - | ---------------------- | ----- | ----- | ----- | ----- |
| 1 | CCC Stone Mleko        | 4     | 1     | 0     | 60,8  |
| 2 | SCC Sopot Curling Team | 3     | 1     | 1     | 63,1  |
| 3 | ŚKC Marlex             | 3     | 0     | 2     | 56,9  |
| 4 | KSW Juniorskie Curlusy | 2     | 0     | 3     | 99,9  |
| 5 | KSW Juniorzy           | 2     | 0     | 3     | 82,4  |
| 6 | POS Łódź 30sth         | 0     | 0     | 5     | 112,1 |

     Awans do półfinału
     Baraże o awans do półfinału

#### Klasyfikacja końcowa
| #  | Drużyna                | Mecze | Mecze | Mecze | DSC z fazy grupowej |
| #  | Drużyna                | W     | R     | P     | DSC z fazy grupowej |
| -- | ---------------------- | ----- | ----- | ----- | ------------------- |
| 1  | SCC Sopot Curling Team | 6     | 1     | 1     | 63,1                |
| 2  | CCC Stone Mleko        | 5     | 1     | 1     | 60,8                |
| 3  | AZS Gliwice Ogień      | 5     | 1     | 2     | 46,2                |
| 4  | POS Łódź Monkey Man    | 4     | 0     | 3     | 62,2                |
| 5  | ŚKC Marlex             | 3     | 0     | 3     | 56,9                |
| 6  | POS Łódź Augustyniak   | 3     | 1     | 2     | 63,6                |
| 7  | TKC Toruń Curling Team | 2     | 0     | 3     | 72,7                |
| 8  | KSW Juniorskie Curlusy | 2     | 0     | 3     | 99,9                |
| 9  | KSW Juniorzy           | 2     | 0     | 3     | 82,4                |
| 10 | MCC Tarczyński         | 1     | 0     | 4     | 128,9               |
| 11 | KKC Mistral            | 1     | 0     | 4     | 88,0                |
| 12 | POS Łódź 30sth         | 0     | 0     | 5     | 112,1               |